# Palicourea latifolia
Palicourea latifolia là một loài thực vật thuộc họ Rubiaceae. Đây là loài đặc hữu của Peru.